# Moosbach, Braunau am Inn
Moosbach là một đô thị ở huyện Braunau am Inn bang Oberösterreich, nước Áo. Đô thị này có diện tích 19,09 km², dân số thời điểm ngày 31 tháng 12 năm 2005 là 918 người.